# Haizea López
Haizea López Martínez (Sopelana, 27 de septiembre de 1992) es una escritora de novelas románticas que ha escrito más de 130 obras, siendo más de 50 de ellas bestsellers.

## Biografía
Nació en Sopela, País Vasco en el año 1992. A su madre le gusta mucho la lectura y le gustaba mucho en concreto los libros de terror. Con doce años escribió su primera novela larga, y con dieciséis años, en 2008, escribió la primera que salió publicada, que se la corrigió su profesora de Lengua y Literatura. Estudió Laboratorio Medioambiental y después biomédico, pero no ejerció más allá de las prácticas.

### Trayectoria literaria
Con 19 años publicó su primera novela: Prisionera de mi mente.
Dejó de poner la edad en sus propuestas, porque sufrió edadismo. Con diecisiete años no le tomaban en serio y le llegaron a decir en varias ocasiones que por política editorial no aceptaban obras de menores de 25 años, o de treinta y cinco años.
En el año 2016, a los 23 años, en una Feria del Libro de Madrid, una conversación con un agente literario le llevó a crear el pseudónimo masculino Christian Martins, algo que recomiendan las propias editoriales para evitar el machismo literario. Publicó su primera novela romántica bajo este pseudónimo, y en nada se colocó en best seller de todas las plataformas digitales, en Amazon en el número uno en todas las categorías. Entonces, dejó de trabajar porque compaginaba la literatura con otros trabajos, y se dedicó exclusivamente al mundo de la literatura. Publicó más de ochenta novelas como Christian Martins.
En 2021 cuando el aula de cultura de Getxo le comunicó su intención de subvencionar La cueva de Mari, decidió que había llegado la hora de buscar otro “pseudónimo” que fuera más comercial que Haizea López y al que pudiera poner su rostro detrás. Así nació Búho.
En 2023, con su verdadero nombre, publicó un thriller psicológico titulado “Hija de la lluvia”.
Ha escrito más de 130 novelas románticas y varias antologías. Algunas autopublicadas y otras con editoriales como Espasa... Más de 50 de sus novelas se han convertido en bestsellers.

## Obra
Ha publicado más de un centenar de novelas románticas y varias antologías. Entre ellas:
- Alianza de sangre (Uzanza Editorial, 2024).[6]
- El akelarre de brujas. Los crímenes de Getxo III (Uzanza Editorial, 2024).[7]
- Hija de la lluvia (Espasa/Planeta, 2023).
- El canto de Lamia. Los crímenes de Getxo II (Uzanza Editorial, 2023).[8][9]
- La cueva de Mari. Los crímenes de Getxo I (Uzanza Editorial, 2023).[10]

## Premios y reconocimientos
- 2022 Premio Aixe! dedicado a las jóvenes promesas.[3]